# Cordes-sur-Ciel

Cordes-sur-Ciel este o comună în departamentul Tarn din sudul Franței. În 2009 avea o populație de 1.006 de locuitori.

## Evoluția populației
| An        | 1975 | 1982  | 1990 | 1999 | 2006  | 2009  |
| --------- | ---- | ----- | ---- | ---- | ----- | ----- |
| Populație | 967  | 1.011 | 932  | 996  | 1.012 | 1.006 |